# (7784) Watterson
(7784) Watterson ist ein Asteroid des inneren Hauptgürtels, der am 5. August 1994 vom US-amerikanischen Astronomen Timothy B. Spahr an der Catalina Station (IAU-Code 693) auf dem Gipfel des Mount Bigelow im Coronado National Forest in den Santa Catalina Mountains ungefähr 28 Kilometer nordöstlich von Tucson im US-Bundesstaat Arizona entdeckt wurde.
Der Asteroid wurde nach dem US-amerikanischen Comiczeichner Bill Watterson (* 1958) benannt, der durch seinen von 1985 bis 1995 veröffentlichten Comicstrip Calvin und Hobbes bekannt wurde.